# 박순필
박순필(朴純弼, ? ~ 1191년)은 고려 중기의 무신이다.
그는 천민 출신이었지만 잘생기고 수염이 아름다워 미염공이라 불렸으며 말과 행동이 뛰어나 많은 사람의 존경을 받았다.
1170년 이고, 이의방, 정중부, 채원, 이의민 등이 무신정변을 일으켰을 때 능력을 인정받아 대장군으로 승진하였다.

## 박순필이 등장한 작품
- 《무인시대》 KBS, 2003년~2004년, 배우 : 최락희